# Atelopus sonsonensis
Atelopus sonsonensis är en groddjursart som beskrevs av Claudia M. Vélez-Rodriguez och Pedro M. Ruiz-Carranza 1997. Atelopus sonsonensis ingår i släktet Atelopus och familjen paddor. IUCN kategoriserar arten globalt som akut hotad. Inga underarter finns listade.